# Ряпа
Ряпата (Brassica rapa) е едногодишно или двугодишно зеленчуково растение с кореноплод от семейство кръстоцветни. Произхожда от Средна Азия. Отглежда се като зеленчукова култура от преди 3000 години в Китай, Япония, Египет, Гърция и Рим. В Източна Азия и Западна Европа е създадено голямо разнообразие от форми и сортове. Не е известно кога е пренесена в България, но се култивира от векове (на една от фреските в Боянската църква от 13 век е изобразена ряпа). Ряпата е студоустойчиво и светлолюбиво растение. Кореноплодите са едри (диаметър 10 – 15 cm), овални, конусовидни или цилиндрични. Външната обвивка е оцветена в бяло, черно, кафяво, червено, виолетово или жълтозеленикаво. Месото е бяло, лекорозово или жълтеникаво, плътно, крехко, сочно, при някои сортове леко лютиво. Ряпата съдържа ензими, минерални соли, витамини и етерично масло. Консумират се сурови и за направа на салати. Не са подходящи за термична обработка, тъй като месото се скашква. В зависимост от времето на отглеждане и от вегетационния период сортовете се делят на летни, есенни и зимни. В България най-голямо значение имат зимните сортове, които се сеят през юли-август и се прибират през октомври-ноември. Вегетационният период е около 90 дни. От 1 декар се получават около 2000 – 2500 кг кореноплоди, които се съхраняват в ровници. Два от най-отглежданите сортове в България са Зимна бяла ряпа и Зимна черна ряпа.